# 330 v. Chr.
Portal Geschichte | Portal Biografien | Aktuelle Ereignisse | Jahreskalender | Tagesartikel

◄ |
5. Jahrhundert v. Chr. |
4. Jahrhundert v. Chr. |
3. Jahrhundert v. Chr. |
►

◄ | 350er v. Chr. | 340er v. Chr. | 330er v. Chr. | 320er v. Chr. |
310er v. Chr. |
►

◄◄ | ◄ | 333 v. Chr. | 332 v. Chr. | 331 v. Chr. | 330 v. Chr. |
329 v. Chr. |
328 v. Chr. |
327 v. Chr. |
► |
►►

## Ereignisse

### Alexanderzug
- 20. Januar: Alexander der Große überwindet auf seinem Zug die Persische Pforte, sodass ihm nun der Weg in das Kernland Persiens offensteht.

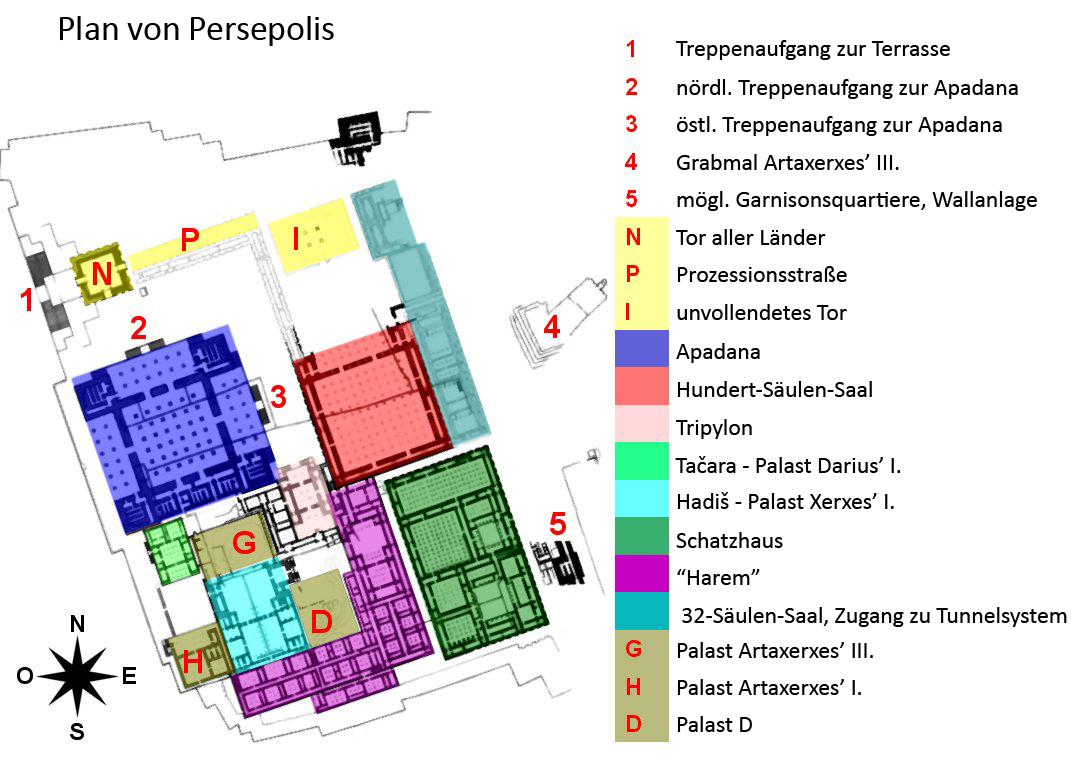
Plan von Persepolis

- 30. Januar: Fall von Persepolis, das (unklar, ob absichtlich oder nicht) in Brand gesteckt wird.
- Juni: Der persische König Dareios III. verlässt Ekbatana vor dem anrückenden Alexander und flieht ostwärts.
- 17. Juli: Ermordung des persischen Königs Dareios III. (* um 380 v. Chr.) in Baktrien durch Bessos. Bessos erklärt sich als „Artaxerxes IV.“ zum Nachfolger des Dareios. Alexander verfolgt nun die Mörder des Dareios.
- August: Alexander zieht nach Osten über Hyrkanien am Kaspischen Meer, wendet sich dann aber südwärts in die Provinz Aria, wo er den dortigen Statthalter Satibarzanes besiegt und die Stadt Artacanoa erobert und als Alexandreia (heute Herat) neugründet.
- Alexander der Große lässt einen seiner Heerführer, Parmenion, sowie dessen Sohn Philotas wegen angeblicher Verschwörung ermorden.
- Atropates wird Satrap von Medien, Mithrenes von Armenien – damit beginnt Alexander, neben Makedoniern auch Perser mit der Verwaltung seines Reichs zu beauftragen.

### Europa

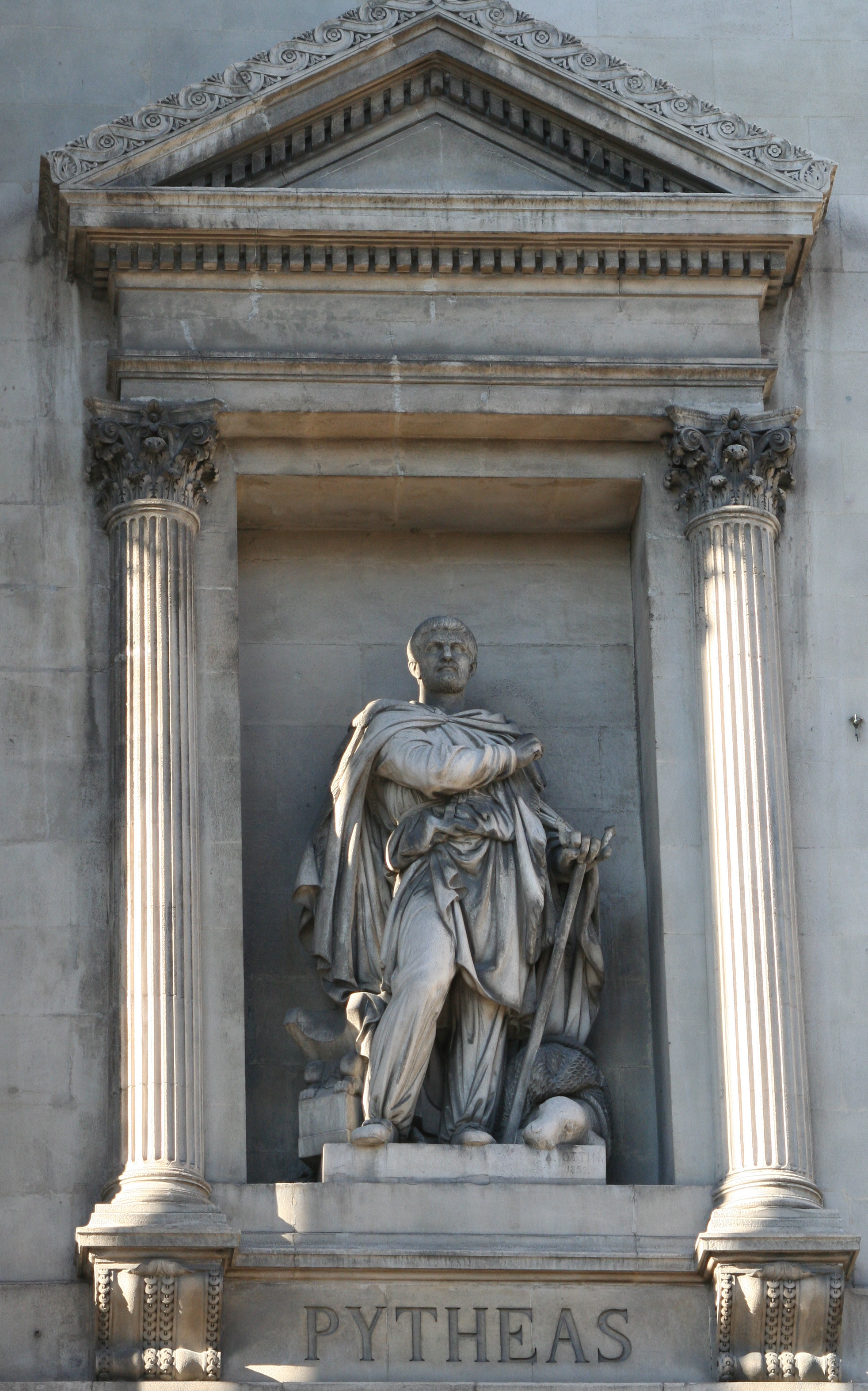
Denkmal für den Geografen Pytheas

- Bau des Stadions von Athen

- um 330 v. Chr.: Der griechische Geograph Pytheas umsegelt Britannien und findet Bernstein auf Helgoland.

## Geboren
- um 330 v. Chr.: Menippos von Gadara, griechischer Philosoph und Satiriker († um 260 v. Chr.)

## Gestorben
- Ariobarzanes, Satrap der Persis
- Amyntas, makedonischer Feldherr
- Dareios III., persischer Großkönig (* um 380 v. Chr.)
- Ephoros von Kyme, griechischer Historiograph (* um 400 v. Chr.)
- Kidinnu, chaldäischer Astronom und Mathematiker (* um 400 v. Chr.)
- Nikanor, makedonischer Feldherr
- Parmenion, makedonischer Feldherr (* um 400 v. Chr.)
- Philotas, makedonischer Feldherr
- Satibarzanes, persischer Satrap von Aria
- um 330 v. Chr.: Arete von Kyrene, griechische Philosophin (* um 400 v. Chr.)